# 5376 Maruthiakella
5376 Maruthiakella eller 1990 DD är en asteroid i huvudbältet som upptäcktes den 16 februari 1990 av de båda japanska astronomerna Seiji Ueda och Hiroshi Kaneda i Kushiro. Den är uppkallad efter ingenjören Maruthi R. Akella.
Asteroiden har en diameter på ungefär 8 kilometer.